# Descarrilamento de Aab-e-Gum
O descarrilamento de Aab-e-Gum refere-se ao desastre ocorrido em 17 de novembro de 2015 em local próximo a cidade de Aab-e-Gum, no Paquistão. Segundo a declaração do controlador-chefe das Ferrovias do Paquistão, Mohammad Kashif Khan, o sistema de frenagem falhou quando o trem descia uma área montanhosa, resultando em vinte mortes e quase cem feridos.
O acidente resultou na paralisação do transporte para algumas partes do país; contudo, o serviço foi retomado em poucas horas. As investigações revelaram que o motorista, que faleceu no incidente, estava em alta velocidade.

## Descrição dos eventos
De acordo com o periódico Dawn, um trem operado pela Jaffar Express saiu da estação de Quetta às 8 horas e 30 minutos. Uma hora depois o mesmo chegou a estação de Kolpur, onde sofreu uma inspeção em seus freios e foi autorizado a retomar sua rota. Após isso, o trem começou a descer uma região montanhosa, quando ganhou velocidade e quando os sistema de freios falharam; consequentemente, o condutor perdeu o controle, resultando no descarrilamento de quatro vagões perto da cidade de Aab-e-Gum, informou o controlador-chefe das Ferrovias do Paquistão Mohammad Kashif Khan.

### Vítimas
Os números de vítimas fatais foram especulados pelos meios de comunicação. Segundo uma informação parcial do secretário do Interior de Baluchistão, Akbar Hussain Durrani, o número de pessoas que faleceram no incidente era de dezenove; contudo, esse número aumentou para vinte. Entre os mortos estavam o motorista e seu assistente do trem.
Já o número de feridos foi estimado por volta de cem e, posteriormente, foi estabelecido em 96 feridos. Rapidamente um alerta de emergência foi imposto em todos os hospitais da cidade de Quetta, enquanto que serviços de resgate terrestres e aéreos desempenhavam suas funções. As operações de resgate foram supervisionadas pelo ministro-chefe Abdul Malik Baloch em conjunto com outras pessoas de altos cargos. Cerca de sessenta feridos foram transportados através de helicópteros do Exército do Paquistão. Segundo o doutor Rasheed Jamali, 33 feridos estavam em estado grave.

### Interferências no serviço ferroviário
O serviço ferroviário entre Baluchistão e outras partes do país foi suspenso após o acidente; contudo, o mesmo foi restabelecido em poucas horas.

## Investigação
Logo após o ocorrido, o ministro federal das ferrovias, Saad Rafiq, ordenou uma investigação sobre o acidente. O ministro-chefe Malik Baloch confirmou a investigação durante uma coletiva de imprensa. Um comitê de relações públicas foi constituído para investigar o acidente. As investigações iniciais atribuíra a causa do acidente à uma falha no sistema de frenagem. Posteriormente, atribuiu-se a negligência do motorista, que estaria em alta velocidade antes de perder o controle do veículo.

## Repercussão
Apesar das investigações indicarem falhas mecânicos e humanas, o incidente serviu para reascender discussões sobre as condições do serviço ferroviário no país. Durante o ocorrido no dia 15 de novembro, uma testemunha comentou ao periódico Dawn que havia fumaça saindo do primeiro vagão antes da inspeção. Os acidentes ferroviários são comuns no Paquistão devido ao declínio das ferrovias herdadas do período colonial, além de falta de investimentos e má administração.